# Я служу на границе
«Я служу на границе» — советский художественный полнометражный чёрно-белый фильм, снятый режиссёром Наумом Бирманом на киностудии «Ленфильм» в 1973 году. Премьера фильма в состоялась 6 мая 1974 года.

## Сюжет
Фильм повествует о буднях пограничной заставы: боевые учения, тренировки, армейская жизнь.
Начальник пограничной заставы майор Гребнев, человек требовательный и в то же время добрый и трогательный, настойчив в соблюдении воинской дисциплины у него на заставе. Ему не нравится индивидуализм пограничника Дмитрия Седых, пренебрежение молодого солдата интересам коллектива.  Высокомерие Седых замечает и замполит лейтенант Бородин и откровенно объясняет парню ошибочность его взглядов на жизнь, поверхностного отношения к людям. Уроки добра не пройдут бесследно. Рядовой Седых в опасной ситуации, раненый,  задерживает  диверсанта. 

## В ролях
- Борислав Брондуков — начальник заставы майор Константин Анатольевич Гребнев
- Евгений Карельских — заместитель начальника заставы по политчасти старший лейтенант Алексей Михайлович Бородин
- Борис Щербаков — рядовой Дмитрий Седых
- Элеонора Шашкова — Лидия Ивановна Гребнева
- Антонина Аксёнова — Инна Петровна Бородина
- Михаил Кокшенов — прапорщик Николай Пузырёв, старшина заставы
- Анатолий Рудаков — ефрейтор Сеня Осинин
- Александр Александров — рядовой Андрей Стрекалов
- Юрий Аксентий — младший сержант Валерий Персиков
- Иосиф Джапаридзе — рядовой Микеладзе
- Ааре Лаанеметс — Лаанеметс
- Анатолий Попов — сержант Семёнов

## Съёмочная группа
- Сценарий — Александр Розен, Владимир Меньшов
- Режиссёр — Наум Бирман
- Главный оператор — Александр Чиров
- Главный художник — Евгений Гуков
- Композитор — Вениамин Баснер
- Текст песен — Михаил Матусовский

В фильме звучит песня «Гроза от нас уходит вспять» (музыка Вениаминa Баснерa, слова Михаила Матусовского) в исполнении Эдуарда Хиля. По фильму её поёт персонаж Бориса Щербакова Дмитрий Седых.